# Ephoria
Ephoria is een geslacht van vlinders van de familie spanners (Geometridae), uit de onderfamilie Ennominae.

## Soorten
- E. arenosa Butler, 1878
- E. auratilis Prout, 1934
- E. fractisriga Alphéraky, 1892